# Lyubov Nikitenko
Lyubov Ivanovna Nikitenko mariée Kononova (en russe : Любовь Ивановна Кононова-Никитенко, née le 6 décembre 1948 à Kostanaï) est une athlète kazakhe spécialiste du 100 mètres haies. Elle participe aux Jeux olympiques de 1976, mais est disqualifiée en demi-finale. Elle remporte l'année suivante les Championnats d'Europe en salle sur 60 mètres haies.

## Biographie

### Palmarès
| Date | Compétition                    | Lieu            | Résultat | Épreuve     | Performance |
| ---- | ------------------------------ | --------------- | -------- | ----------- | ----------- |
| 1976 | Championnats d'Europe en salle | Munich          | 6e       | 60 m haies  | 8 s 49      |
| 1977 | Championnats d'Europe en salle | Saint-Sébastien | 1re      | 60 m haies  | 8 s 29      |
| 1977 | Coupe du monde des nations     | Düsseldorf      | 3e       | 100 m haies | 12 s 87     |

### Records
| Épreuve          | Performance | Lieu       | Date |
| ---------------- | ----------- | ---------- | ---- |
| 100 mètres haies | 12 s 87     | Düsseldorf | 1977 |